# Malleus maleficarum
A Malleus maleficarum (németül: Hexenhammer; teljes címe Malleus maleficarum maleficas et earum haeresim ut phramea potentissima conterens; azaz: „Boszorkányok pörölye, mellyel minden boszorkány és az ő eretnekségük igen hathatósan eltiporható”) a boszorkányokról szóló középkori mű, elterjedt magyar címe szerint: Boszorkánypöröly. A Malleus először 1487-ben jelent meg; szerzői inkvizítorok voltak, név szerint Heinrich Kramer és Jakob Sprenger. A könyv felsorolja a boszorkányok által használt varázsigéket és megigézéseket, emellett megdöbbentő részletességgel ecseteli a boszorkányokon alkalmazott kínzómódszereket. A latin kifejezés azt jelenti, hogy „boszorkánypöröly", Institoris és Sprenger sokat emlegetett könyvének címe, mely módszeresen ismerteti a befejeződő középkor és kezdődő újkor boszorkányhitét, éspedig a maleficiumot összeköti kifejezetten nőgyűlölő értelemben a „delictum exceptum"-nak az eretnekperekből átvett fogalmával (ördöggel való szerződés, ördöggel való bujálkodás).

## Hatása
A könyvet 1487-ben először, aztán 1520-ig tizenháromszor, végül 1574 és 1669 között tizenhatszor, összesen tehát huszonkilencszer nyomtatták ki – ebből tizenhat kiadás Németországban jelent meg.
Dieffenbach szerint a Malleus maleficarum „a világirodalom legelvetemültebb és egyúttal legostobább, a legbolondabb és mégis legveszedelmesebb könyve", ami „jóllehet mint magánirat sose jutott törvényerőre az Egyházban, mégis kimondhatatlan szerencsétlenségek forrása lett."
Feltételezhető, hogy a legtöbb boszorkánybíró „fel volt fegyverkezve a könyvvel, és úgy igazodott hozzá, mint a majdnem „legis vigort" (törvényerőt) élvező szabálymintákhoz." Hogy több tekintélye legyen a könyvnek, a szerzők VIII. Ince pápa „Summis desiderantes" kezdetű, boszorkánybulla néven is ismert bullájával kezdték a szöveges részt, és ehhez csatolták még I. Miksa császár pátensét is, amiből az következett, hogy a birodalom alattvalóinak, tőlük telhetően támogatniuk kellett az inkvizítorokat. (…)
A három részre tagolt munka az első két részben elsősorban a klerikusokat világosítja fel a boszorkányság lényegéről a Biblia és a kánonjog gyakorlata szerint, és megemlíti a boszorkányok gaztetteivel szemben alkalmazandó vallási gyógyeszközöket; a harmadik rész utasításokat ad a papi és világi bíráknak, hogyan indítsák meg és folytassák le a boszorkánypereket. Látszólagos tudományossága folytán a könyv – szöges ellentétben a szerzők szándékaival – nemcsak ahhoz járult hozzá, hogy megerősítse a boszorkányhitet, „hanem a boszorkányüldözések megkezdéséhez, és ezek számának növekedéséhez is, annál is inkább, mert az abban leírt eljárási mód csak alkalmas fogódzót nyújtott ahhoz, hogy valamely gyanúsított személy ellen foganatosított vizsgálat következtében folyamatosan új pereket indítsanak más személyek ellen".
Johan Huizinga A középkor alkonyában a korszak egyik emblematikus műveként említi: "A boszorkányoktól való félelem és az üldözők vad dühe továbbra is elsötétítette a korszak szellemi atmoszféráját. Az üldözés elméletének és gyakorlatának hivatalos megerősítést adott a XV. század utolsó negyedében a Malleus Maleficarum (Boszorkányok kalapácsa). Két német dominikánus írta ezt a könyvet, 1487-ben jelent meg. VIII. Ince pápa boszorkányüldöző bullája, a Summis desiderantes pedig 1484-ben kelt. Ilymódon a középkor vége felé lassanként teljességre érett az önámítás és kegyetlenség sötét rendszere. A középkori gondolkozás valamennyi gyengesége és tévedésre való hajlama hozzájárult kiépüléséhez. A XV. század úgy adta át a következő kornak mint egy szörnyű betegséget, és hosszú időn keresztül sem a klasszikus kultúra, sem a protestáns hitújítás, sem a katolikus újjáéledés nem volt képes és nem is akarta meggyógyítani."
Huizinga művének jegyzetanyagából: a német dominikánus szerzetesek "1487-ben, hamisított jóváhagyással megjelentetett kézikönyve, mely a boszorkányok felkutatásáról, kínvallatásáról és semlegesítéséről (máglya) szól. A könyv a következő kétszáz évben, felekezeti különbségekre való tekintet nélkül, a boszorkányperek kódexéül szolgál egész Európában, s nagy része van a perek elszaporodásában és különös kegyetlenségében."

## A szerzők
Jacob Sprenger (kb. 1436–1495): svájci születésű dominikánus inkvizítor, aki feltehetően Heinrich Kramerral együtt írta meg a Malleus maleficarum című, boszorkányokról szóló könyvet. A mai napig vitatott, hogy milyen szinten vett részt a könyv írásában. A neve társ-íróként először 1519-ben tűnt fel, közel harminc évvel az első kiadás után. Néhány forrás szerint Sprenger ellenségeként tekintett Kramer-re (Malleus maleficarum - Wolfgang Behringer, München, 2000). 
Sprenger a kölni rend vezetője lett, később pedig kinevezték Németország dominikánus tartományfőnökévé; egy vallásos látomás hatására megalapította a Rózsafüzér Testvériséget. Nem sokkal ezután IV. Szixtusz pápa kinevezte őt Németország vallásügyi inkvizítorának, és ebben a pozíciójában, többek közt, elítélte Johann de Wesalia eretnek tanait (1479).
Sprengert azonban elsősorban a Heinrich Institorissal közösen írt Hexenhammer tette ismert emberré. Általában úgy tartják, a két szerző közül Sprenger volt a téma szakértője, noha a Malleust nagyrészt Kramer állította össze. (A miszticizmus és az ezoterikus tanok lexikonából - Nevill Drury, Prism Press, Dorset, Anglia '92) Életrajzi adatait nem lehet pontosan kideríteni. A Gelehrtenlexikon szerint Sprenger 1494-ben még élt Kölnben, „de a halál éve nem ismeretes".
(A mágikus művészetek zseblexikona - Hans Biedermann, Graz, Droemer Knaur Kiadó, 1973)
Heinrich Kramer (az Institoris nevének a latin megfelelője, amely szatócsot jelent, ezen a néven is ismert) (1430 - 1505): Jacob Sprenger mellett a hírhedt Malleus maleficarum társszerzője; ez a mű tüzelte a Szent Inkvizíciót a boszorkányok és eretnekek elleni hadjárat megindítására. Kramer tapasztalt Domonkos-rendi inkvizítor volt; Tirol körzetében félelemmel ejtették ki nevét. Sprengerrel együtt töltötték be a főinkvizítori tisztet, és mikor tevékenységükkel kivívták mind a klérus, mind a hatóságok ellenállását, Kramer a pápához fordult segítségért, mire VIII. Ince kiadta a „boszorkánybullát” 1484. december 5-én, amely mindkettőjüket felruházta a szükséges tekintéllyel. Institoris 1495-ben teológiai lektor lett Salzburgban, 1496-ban pedig kiadta Nürnbergben a „Tractatus"-át. (…) VI. Sándor pápasága alatt „censor fidei" volt Cseh-és Morvaországban; e működése ihlette következő művét, a Clypeum S. Romanae Ecclesiae defensionis contra Picardos et Waldenses-t
Sigismund főherceg személyében befolyásos segítőtársa akadt, aki megjutalmazta erőfeszítéseit, és nagy segítséget nyújtott a Malleus megírásában. Kramer egy csehországi apostoli misszió során halt meg. (A miszticizmus és az ezoterikus tanok lexikonából - Nevill Drury, Prism Press, Dorset, Anglia '92).